# Fastlane (2021)
Fastlane 2021 là sự kiện phát trực tiếp đấu vật chuyên nghiệp và trả tiền theo lượt xem (PPV) lần thứ sáu và cũng là cuối cùng của Fastlane do WWE sản xuất. Nó được tổ chức cho các đô vật từ các bộ phận thương hiệu Raw và SmackDown. Sự kiện diễn ra vào ngày 21 tháng 3 năm 2021 từ WWE ThunderDome, được tổ chức tại Tropicana Field ở St. Petersburg, Florida—đây là PPV cuối cùng của WWE được trình diễn từ Tropicana Field trong đại dịch COVID-19 khi ThunderDome được chuyển đến Yuengling Center ở Tampa, Florida do mùa giải Tampa Bay Rays năm 2021 bắt đầu. Đây là sự kiện Fastlane đầu tiên được tổ chức kể từ năm 2019. Đây cũng là sự kiện PPV đầu tiên của WWE phát trực tiếp trên Peacock ở Hoa Kỳ và là sự kiện cuối cùng có sẵn trên phiên bản độc lập của WWE Network ở Hoa Kỳ trước khi ngừng hoạt động vào ngày 4 tháng 4.

## Chuẩn bị

### Tổ chức
Fastlane là sự kiện trả tiền theo lượt xem (PPV) và WWE Network do WWE tổ chức lần đầu tiên vào năm 2015. Tên của sự kiện liên quan đến chuỗi sự kiện "Road to WrestleMania", được tổ chức trong khoảng thời gian hai tháng giữa sự kiện hàng đầu của Royal Rumble và WWE's flagship; hai sự kiện Fastlane đầu tiên được tổ chức vào tháng hai trước khi chuyển sang tháng ba. Sự kiện được tổ chức hàng năm cho đến năm 2020 khi Fastlane bị loại khỏi lịch trình để WWE tổ chức Super ShowDown năm đó, nhưng Fastlane đã được khôi phục vào năm 2021. Sự kiện thứ sáu trong trình tự thời gian của Fastlane, được tổ chức vào ngày 21 tháng 3 năm 2021 và được giới thiệu các đô vật từ bộ phận thương hiệu Raw và SmackDown.
Ngày 25 tháng 1 năm 2021, WWE thông báo rằng WWE Network sẽ được phân phối độc quyền bởi Peacock tại Hoa Kỳ như một phần của thỏa thuận mới với NBCUniversal, phát sóng Monday Night Raw và NXT trên USA Network. Vào ngày 18 tháng 3, WWE Network đã trở thành một kênh cao cấp của Peacock, với những người đăng ký dịch vụ cao cấp sẽ nhận được quyền truy cập vào WWE Network mà không phải trả thêm phí. Do đó, Fastlane là chương trình trả tiền cho mỗi lần xem đầu tiên được phát sóng trên kênh WWE Network của Peacock. Sau một thời gian chuyển tiếp ngắn, phiên bản độc lập của WWE Network ở Hoa Kỳ ngừng hoạt động vào ngày 4 tháng 4, với các sự kiện trong tương lai chỉ có sẵn qua kênh WWE Network của Peacock và PPV truyền thống, do đó, Fastlane cũng trở thành sự kiện cuối cùng phát sóng trên phiên bản độc lập của WWE Network ở Mỹ trước khi ngừng hoạt động. Điều này không ảnh hưởng đến các quốc gia khác duy trì dịch vụ WWE Network riêng biệt do WWE phân phối.

### Tác động của đại dịch COVID-19
Do đại dịch COVID-19 bắt đầu ảnh hưởng vào giữa tháng 3 năm 2020, WWE đã phải trình chiếu phần lớn chương trình của mình trong một không gian khép kín. Ban đầu, các chương trình truyền hình và PPV của Raw và SmackDown được thực hiện tại WWE Performance Center ở Orlando, Florida. Một số lượng hạn chế các học viên của WWE Performance Center cũng như bạn bè và thành viên gia đình của các đô vật sau đó đã được cổ vũ để phục vụ khán giả trực tiếp.  Vào cuối tháng 8, WWE đã chuyển chương trình của mình cho Raw và SmackDown đến Amway Center của Orlando trong một bong bóng an toàn khép kín có tên là WWE ThunderDome và hiển thị khán giả ảo trên màn hình LED xung quanh sàn đấu, nhưng vẫn không có khán giả bên ngoài. Ngoài ra, ThunderDome đã sử dụng nhiều hiệu ứng đặc biệt khác nhau để nâng cao hơn nữa lối vào của các đô vật và âm thanh của sân khấu được trộn lẫn với âm thanh của tiếng hô từ những người hâm mộ ảo. Sau khi được tổ chức tại Amway Center ở Orlando, ThunderDome đã được chuyển đến Tropicana Field ở St. Petersburg, Florida vào tháng 12. 
Do mùa giải Tampa Bay Rays năm 2021 bắt đầu, vì Tropicana Field là sân nhà của Tampa Bay Rays, nên vào ngày 24 tháng 3 năm 2021, WWE đã thông báo rằng họ sẽ chuyển ThunderDome đến Yuengling Center, nằm trong khuôn viên của Đại học Nam Florida ở Tampa, bắt đầu với tập Raw ngày 12 tháng 4. Fastlane là lần trả tiền cho mỗi lần xem WWE cuối cùng được sản xuất từ ThunderDome tại Tropicana Field.

## Sự kiện
| Vai trò                          | Tên                       |
| -------------------------------- | ------------------------- |
| Bình luận viên tiếng Anh         | Michael Cole (SmackDown)  |
| Bình luận viên tiếng Anh         | Corey Graves (SmackDown)  |
| Bình luận viên tiếng Anh         | Tom Phillips (Raw)        |
| Bình luận viên tiếng Anh         | Samoa Joe (Raw)           |
| Bình luận viên tiếng Anh         | Byron Saxton (Raw)        |
| Bình luận viên tiếng Tây Ban Nha | Carlos Cabrera            |
| Bình luận viên tiếng Tây Ban Nha | Marcelo Rodriguez         |
| Thông báo viên sàn đấu           | Greg Hamilton (SmackDown) |
| Thông báo viên sàn đấu           | Mike Rome (Raw)           |
| Trọng tài                        | Danilo Anfibio            |
| Trọng tài                        | Shawn Bennett             |
| Trọng tài                        | Jessika Carr              |
| Trọng tài                        | John Cone                 |
| Trọng tài                        | Dan Engler                |
| Trọng tài                        | Darrick Moore             |
| Trọng tài                        | Chad Patton               |
| Trọng tài                        | Rod Zapata                |
| Người phỏng vấn                  | Sarah Schreiber           |
| Người điều khiển trước trận đấu  | Kayla Braxton             |
| Người điều khiển trước trận đấu  | Jerry Lawler              |
| Người điều khiển trước trận đấu  | Peter Rosenberg           |
| Người điều khiển trước trận đấu  | Booker T                  |

### Trận đấu Kickoff
Riddle bảo vệ đai United States Championship trước Mustafa Ali (cùng với những người bạn trong nhóm Retribution của anh ấy là T-Bar, Mace, Slapjack và Reckaming). Cuối cùng, Riddle thực hiện cú Bro-Derek với Ali từ sợi dây thừng trên cùng để giữ lại danh hiệu. Sau trận đấu, Ali hét vào mặt Reckaming và Slapjack, khiến họ bỏ mặc anh ta, sau đó, Mace và T-Bar tấn công Ali bằng cú Chokeslam.

### Các trận đấu sơ bộ
Nia Jax và Shayna Baszler (cùng với Reginald) bảo vệ đai WWE Women's Tag Team Championship trước SmackDown Women's Championship Sasha Banks và Bianca Belair. Ở đoạn cao trào, khi Banks áp dụng đòn Bank Statement trên Baszler, Belair đã tấn công Jax để ngăn Jax phá vỡ đòn khóa, tuy nhiên Jax đã xô Belair vào người Banks, khiến đòn khóa bị vô hiệu. Khi Banks đang tranh cãi với Belair, Baszler đã tận dụng lợi thế và thực hiện một cú lộn ngược với Banks đang mất tập trung để giữ lại danh hiệu. Sau trận đấu, Banks đổ lỗi cho Belair về trận thua của họ và tát Belair trước khi rời sàn đấu.
Các bình luận viên đã nói về trận đấu đã lên lịch giữa Shane McMahon và Braun Strowman, sau đó, cảnh quay được chiếu từ trước đó trong ngày rằng Shane bị thương ở chân trong quá trình luyện tập. Sau cảnh quay, Shane bước ra khỏi phòng huấn luyện viên với một chiếc nạng và đầu gối được băng bó. Elias và Jaxson Ryker sau đó đã tiếp cận Shane về việc tổ chức một buổi hòa nhạc tại WrestleMania. Shane sau đó nói rằng anh ấy có một ý tưởng.
Big E bảo vệ đai Intercontinental Championship trước Apollo Crews. Big E đã đảo ngược nỗ lực ghim của Crews thành nỗ lực ghim của chính anh ta để giữ lại danh hiệu. Sau trận đấu, Crews tấn công Big E.
Ở hậu trường cho một quảng cáo của Old Spice, Akira Tozawa đang tìm kiếm R-Truth (người giữ đai 24/7 Championship) đang trốn trong màn hình Old Spice. Đại diện của Old Spice, Joseph Average (do thực tập sinh của NXT và WWE Performance Center thể hiện, Erik Bugez) sau đó đã vô tình ghim R-Truth để giành đai vô địch sau khi kệ để chất khử mùi bị đổ. R-Truth sau đó đã thực hiện pha cuộn lên để giành lại đai vô địch 24/7 kỷ lục lần thứ 51 của anh ấy.
Shane McMahon bước ra sàn đấu và giới thiệu Elias (đi cùng với Jaxson Ryker). Shane cho phép Elias xem trước buổi hòa nhạc WrestleMania của anh ấy, tuy nhiên, sau khi Elias bắt đầu chơi guitar, Shane đã ngắt lời anh ấy và thông báo rằng Elias sẽ thay thế anh ấy trong trận đấu theo lịch trình của anh ấy với Braun Strowman, người sau đó đã tham gia. Strowman đã thực hiện cú Running Powerslam với Elias để giành chiến thắng.
Seth Rollins đối mặt với Shinsuke Nakamura. Ở đoạn cao trào, Rollins thực hiện cú Black Magic Kick và Curb Stomp vào Nakamura để giành chiến thắng trong trận đấu.
Drew McIntyre đối mặt với Sheamus trong trận đấu No Holds Barred. McIntyre thực hiện cú Future Shock DDT trên Sheamus trên màn hình tivi trước khi thực hiện cú Claymore Kick để giành chiến thắng.
Randy Orton đối mặt với Alexa Bliss trong một trận đấu liên giới tính. Trước khi trận đấu bắt đầu, Orton bắt đầu phun ra một chất lỏng màu đen. Trong trận đấu, Bliss đã sử dụng sức mạnh siêu nhiên, chẳng hạn như làm rơi giàn đèn chiếu sáng suýt rơi xuống Orton và bắn một quả cầu lửa vào Orton. Cuối cùng, "The Fiend" Bray Wyatt — người đã không được nhìn thấy kể từ khi Orton phóng hỏa anh ta tại TLC 2020 — đã xé toạc tấm mặt nạ, trông rất kỳ cục với làn da cháy đen. Bliss, người đang ngồi trên bàn xoay, đẩy Orton vào The Fiend, kẻ sau đó tấn công Orton bằng cú Sister Abigail, cho phép Bliss ghim Orton để giành chiến thắng.

### Trận đấu tâm điểm
Roman Reigns (cùng với Paul Heyman) đã bảo vệ đai Universal Championship trước Daniel Bryan với Edge là khách mời đặc biệt. Ở đoạn cao trào, Bryan vô tình làm trọng tài bất tỉnh, sau đó, Reigns thực hiện cú Spear vào Bryan, khiến Edge phải lên làm trọng tài chính. Trong khi Bryan áp dụng đòn Yes! Lock lên Reigns, Jey Uso bước vào sàn đấu và thực hiện cú superkick vào Edge và Bryan, sau đó Jey lấy được một chiếc ghế thép. Khi Jey định tấn công Bryan, Bryan đã phản công và tấn công Jey bằng chiếc ghế. Bryan cố gắng tấn công Reigns bằng chiếc ghế, tuy nhiên, Reigns đã cúi xuống và Bryan vô tình va phải Edge. Bryan sau đó đã áp dụng đòn Yes! Lock lên Reigns một lần nữa, tuy nhiên, không có trọng tài nào có mặt để đếm, Edge tức giận đã tấn công cả Bryan và Reigns bằng chiếc ghế thép trước khi rời hậu trường. Trọng tài thứ hai bước xuống và Reigns đã ghim Bryan để giữ đai.

## Kết quả
| #                                                                                     | Kết quả | Thể loại                                                                      | Thời gian |
| ------------------------------------------------------------------------------------- | --- | ----------------------------------------------------------------------------- | --------- |
| 1P                                                                                    | Riddle (c) đánh bại Mustafa Ali (đi cùng với Mace, Reckoning, Slapjack và T-Bar) bằng đòn kết liễu           | Trận đấu đơn tranh đai WWE United States Championship                         | 9:16      |
| 2                                                                                     | Nia Jax và Shayna Baszler (c) (đi cùng với Reginald) đánh bại Bianca Belair và Sasha Banks bằng đòn kết liễu | Trận đấu đồng đội tranh đai WWE Women's Tag Team Championship                 | 9:45      |
| 3                                                                                     | Big E (c) đánh bại Apollo Crews bằng đòn kết liễu                                                            | Trận đấu đơn tranh đai WWE Intercontinental Championship                      | 5:45      |
| 4                                                                                     | Braun Strowman đánh bại Elias đi cùng với Jaxson Ryker) bằng đòn kết liễu                                    | Trận đấu đơn                                                                  | 3:50      |
| 5                                                                                     | Seth Rollins đánh bại Shinsuke Nakamura bằng đòn kết liễu                                                    | Trận đấu đơn                                                                  | 12:55     |
| 6                                                                                     | Drew McIntyre đánh bại Sheamus bằng đòn kết liễu                                                             | Trận đấu No Holds Barred                                                      | 19:40     |
| 7                                                                                     | Alexa Bliss đánh bại Randy Orton bằng đòn kết liễu                                                           | Trận đấu liên giới tính                                                       | 4:45      |
| 8                                                                                     | Roman Reigns (c) (đi cùng với Paul Heyman) đánh bại Daniel Bryan bằng đòn kết liễu                           | Trận đấu đơn tranh đai WWE Universal Championship Edge là khách mời đặc biệt. | 30:00     |
| - (c) – chỉ người vô địch bước vào trận đấu - P – chỉ trận đấu diễn ra trong pre-show | |                                                                               |           |